# Spittal an der Drau (distrito)
| Spittal an der Drau                                      |                                          |
| Estado                                                   | Caríntia                                 |
| Capital                                                  | Spittal an der Drau                      |
| Área                                                     | 2.763,99 km²                             |
| População                                                | 79 271 habitantes (1 de janeiro de 2010) |
| Densidade                                                | 29 hab./km²                              |
| Website                                                  | site oficial                             |
| Localização de Spittal an der Drau no estado de Caríntia |                                          |
|                                                          |                                          |

Spittal an der Drau é um distrito da Áustria localizado no estado da Caríntia.

## Cidades e municípios
Spittal an der Drau possui 33 municípios sendo três destes com estatuto de cidade (Stadtgemeinde) e dez com estatuto de mercado (Marktgemeinde) (populações em 1 de janeiro de 2010):
| Cidades: - Gmünd in Kärnten (2.609) - Radenthein (6.363) - Spittal an der Drau (15.801) Mercados: - Greifenburg (1.868) - Lurnfeld (2.617) - Millstatt (3.406) - Oberdrauburg (1.279) - Obervellach (2.369) - Rennweg am Katschberg (1.880) - Sachsenburg (1.350) - Seeboden (6.163) - Steinfeld (2.108) - Winklern (1.232) | Municípios: - Bad Kleinkirchheim (1.822) - Baldramsdorf (1.896) - Berg im Drautal (1.337) - Dellach im Drautal (1.661)] - Flattach (1.299) - Großkirchheim (1.485) - Heiligenblut (1.093) - Irschen (2.064) - Kleblach-Lind (1.207) - Krems in Kärnten (1.939) - Lendorf (1.789) - Mallnitz (858) - Malta (2.084) - Mörtschach (844) - Mühldorf (967) - Rangersdorf (1.764) - Reißeck (2.349) - Stall (1.717) - Trebesing (1.254) - Weißensee (797) |